# Halberstädter Straße 131

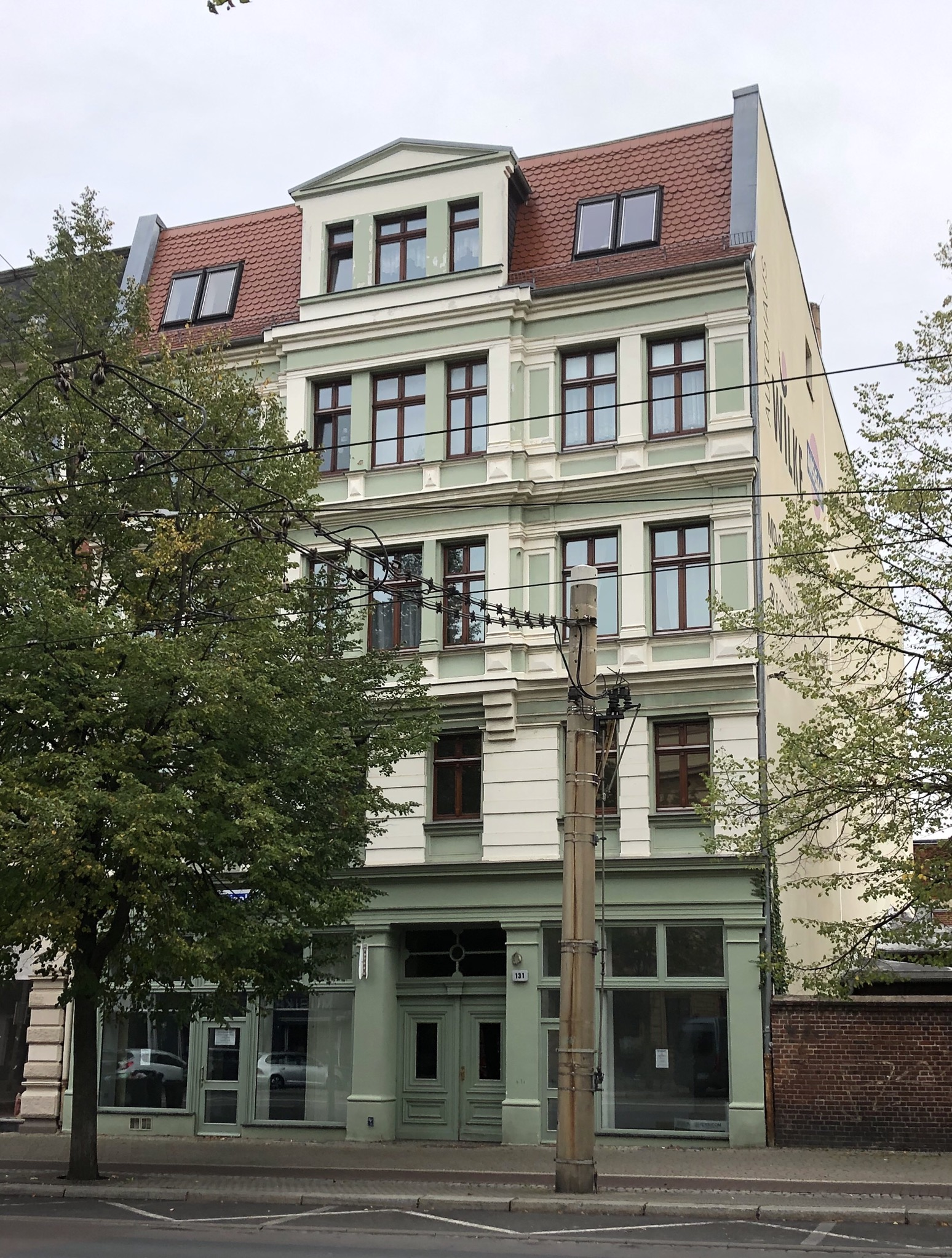
Haus Halberstädter Straße 131 im Jahr 2020

Das Gebäude Halberstädter Straße 131 ist ein denkmalgeschütztes Wohn- und Geschäftshaus im Magdeburger Stadtteil Sudenburg in Sachsen-Anhalt.

## Lage
Es befindet sich auf der Südseite der Halberstädter Straße. Unmittelbar östlich schließt sich das gleichfalls denkmalgeschützte Haus Halberstädter Straße 129, westlich das Museumsdepot Sudenburg an.

## Architektur
Der viergeschossige Bau wurde um 1885 im Stil der Neorenaissance errichtet. An der Fassade findet sich eine horizontale Gliederung aus dunklen und hellen Putzbändern. Darüber hinaus besteht eine vertikale Gliederung, die von Lisenen, Pilastern und aufrecht angeordneten Stuckfeldern gebildet wird. Markant ist an dem repräsentativ gestalten Haus jedoch insbesondere ein vor dem zweiten und dritten Obergeschoss befindliche, dreiachsige Kastenerker. Er wird auf dem Dach von einem Zwerchhaus abgeschlossen. Im Erdgeschoss befinden sich beiderseits der Hauseinfahrt Ladengeschäfte.
In der Zeit der DDR wurde sowohl an der Fassade als auch an der Front des Zwerchhauses bestehender Stuck entfernt.
Im örtlichen Denkmalverzeichnis ist das Wohn- und Geschäftshaus unter der Erfassungsnummer 094 81983 als Baudenkmal verzeichnet.
Das Gebäude gilt als städtebaulich bedeutend und wichtiger Teil des noch weitgehend erhalten geblieben gründerzeitlichen Straßenzuges.

## Geschichte
Schon in der Zeit um 1869 befand sich auf dem Hof des Grundstücks eine Werkstatt zur Produktion von Geldschränken. Nach dem Bau des noch heute bestehenden Gebäudes in der Zeit um 1885 wurde die Werkstatt von einer Lack- und Farbenhandelsgesellschaft LAFAGE und einem Reparaturbetrieb für Fahr- und Motorräder genutzt. Ab 1890 trug das Grundstück zunächst die Hausnummer 52a. Eigentümer des Hauses, wie auch des Nachbargebäudes Nr. 52, heute 129, war der Tischlermeister Christoph Bremer. Spätere Eigentümer waren der Handelsgärtner Otto Huthmann und Voigtländer & Heise. 1904 erfolgte ein Ladenumbau.
1934 entstand auf dem Grundstück auch eine Garage. Ein Umbau erfolgte 1940. In den Ladengeschäften waren Läden für Molkereiprodukte sowie Farben und Tapeten untergebracht. 